# Italia
|  | Per a altres significats, vegeu «Itàlia». |

Italia és una comunitat no incorporada al Comtat de Nassau (Florida, EUA), localitzada prop del centre del comtat. És patrimoni de Florida (Florida Heritage Site). Fou construida a unes 20 milles al nord del centre històric de Jacksonville.
La vila d'Italia va ser fundada el 1882 per l'empresari d'origen irlandès William MacWilliams (1840-1887). Es trobava al punt quilomètric 18 de la línia ferroviària Florida Transit Railway, que anava des de Fernandina a la costa atlàntica fins a Cedar Key, al golf de Mèxic. El propietari del ferrocarril, l'ex-senador David Yulee, va convèncer MacWilliams perquè hi construís una fàbrica de maons i es va comprometre a comprar el primer milió de maons. Els maons fabricats a Italia es feien servir en edificis residencials i comercials de Fernandina i altres llocs del nord-est de Florida.
Italia aviat allotjà un magatzem, una oficina de correus i una botiga general. MacWilliams va continuar promovent el desenvolupament del poble. Alguns italians es van traslladar a viure al petit poble. El 1883 Nathan Levan va construir una fàbrica de teules de fusta que produïa teules per als teulats de cases i negocis als comtats de Nassau i Duval; Andrew J. Higginbotham va construir una serradora. El 1885 el pròsper poble tenia més de 300 habitants procedents de Geòrgia, Carolina del Sud, Maryland i Pennsilvània i algunes famílies italianes de Nova Anglaterra.
MacWilliams va anomenar el lloc "Italia" després d'una campanya de màrqueting promoguda per l'estat de Florida com "la Itàlia d'Amèrica" pel seu clima temperat i la seva forma peninsular.
El 1905 Thomas J. Shave arribà de Geòrgia i va construir un alambí de trementina. Al cap de cinc anys, la trementina era el principal producte de la zona. Posteriorment Shave va vendre la fàbrica de trementina a Joseph P. i Frederick H. Higginbotham, fill i net del primer propietari de la serradora.
El principal actiu d'Italia va ser sempre el ferrocarril que portava al mercat els maons, la fusta, les teules, la trementina i la colofònia. El cop mortal es va produir a la dècada de 1920 quan es va desviar la línia ferroviària de Callahan a Gross, passant per alt Italia. Els negocis d'Italia ja no eren competitius i es van veure obligats a tancar o traslladar-se a millors ubicacions. Als anys 30 es va construir una nova carretera, la State Route 200, a través d’Italia, en paral·lel a l’antic ferrocarril de Yulee a Callahan, però va arribar massa tard per reactivar l'economia d’Italia.
Avui en dia Italia és una de les moltes "ciutats fantasma" que esquitxen el paisatge de Florida, però des dels anys noranta és oficialment Patrimoni de Florida.